# Mercatale in Val di Pesa
Mercatale in Val di Pesa è un centro abitato situato nel comune di San Casciano in Val di Pesa, di cui è frazione, in provincia di Firenze. È la più importante frazione del comune di San Casciano e conta più di duemila abitanti.

## Storia
L'origine dell'insediamento è legata al fiorire nel tardo medioevo di luoghi posti nei fondovalle o nei pressi di strade in cui si tenevano degli scambi commerciali tra le popolazioni rurali. Questa origine, oltre che nel nome, è riscontrabile anche nella piazza principale del borgo, che ha la forma di un trapezio allungato, tipica dei centri preposti all'uso di mercato. Una simile struttura si può anche vedere a Greve in Chianti, che nasce come mercato di Montefioralle.
Il borgo nacque per iniziativa del podestà del vicino castello di Montecampolese che nel 1237 fece costruire una pubblica piazza in una località conosciuta come il Beccamorto. Mercatale è citato più volte anche nella Cronaca scritta tra il 1367 e il 1370 da Donato Velluti. Nel 1592 venne costruito sulla piazza un Oratorio.
Nei secoli seguenti la popolazione continuò ad aumentare e questo comportò il definitivo abbandono del primitivo centro collinare di Montecampolese. La chiesa parrocchiale venne trasferita nell'Oratorio di piazza solamente il 12 giugno 1786.
Sulla piazza principale oggi si affaccia la chiesa di Santa Maria che appare con l'aspetto conferitole da numerosi restauri, ultimo dei quali nel 1964. Sulla sinistra della chiesa si trova Villa Nunzi, che fu edificata dagli Strozzi ed è caratterizzata da un corpo di forma trapezoidale con due torrette simmetriche poste alle estremità.
Negli anni ottanta Mercatale venne soprannominata Piccola Russia perché quasi tutta la popolazione era iscritta al Partito Comunista.
Mercatale è stato il paese natale di Giuliano Dami, avventuriero del XVIII secolo e amante del Granduca Giangastone de' Medici, mentre sul finire del XX secolo è balzato agli onori della cronaca nera italiana perché vi abitava Pietro Pacciani, accusato di essere uno degli autori dei delitti del cosiddetto Mostro di Firenze.

## Monumenti e luoghi d'interesse

### In paese
- Chiesa di Santa Maria

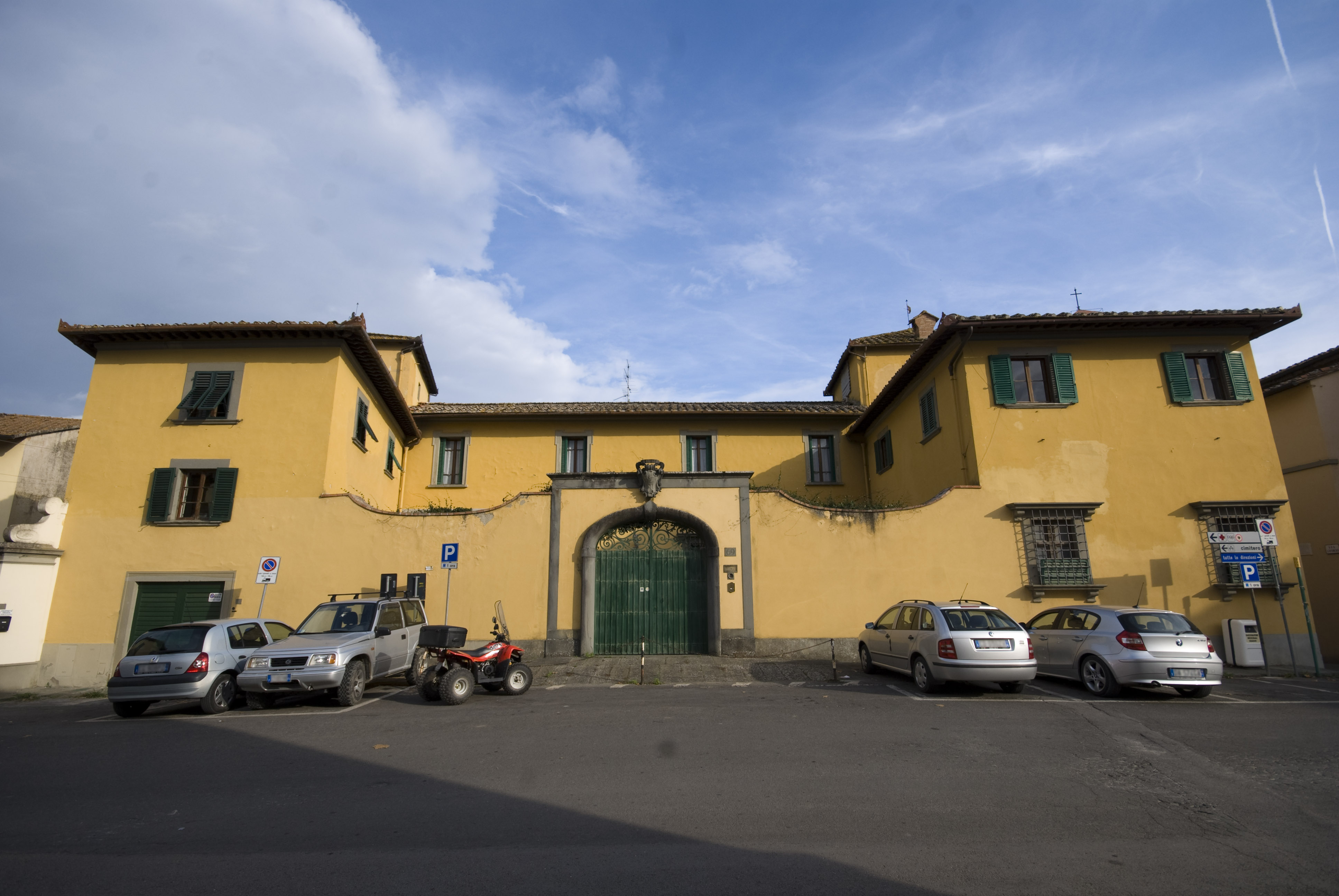
Villa Nunzi

Situata sulla piazza principale è ad una sola navata e al suo interno conserva le sinopia di affreschi della zona, tra cui uno del Maestro della Crocifissione Grigg.
- Villa Nunzi

Situata a fianco della chiesa di Santa Maria, venne edificata dalla famiglia Strozzi e alla fine del XV secolo venne acquistata dalla famiglia Del Corno. La villa ha una forma trapezoidale con due torrette simmetriche collegate a due ali perpendicolari che si affacciano su un giardino murato. È stata restaurate alla fine del XX secolo.

### Nei dintorni
- Chiesa di Sant'Andrea a Luiano

Chiesa risalente al XII secolo. È il più importante esempio di architettura romanica del comune di San Casciano in Val di Pesa. Nei suoi pressi è l'oratorio di San Biagio che presenta una pregevole porta esterna realizzata in pietra nel XVI secolo.
- Villa Luiano

Il nome Luiano deriva dal latino Lucas Jani (il Bosco di Giano). La villa, realizzata nel XVI secolo, è un bell'esempio di villa toscana di campagna. Ha un prospetto semplice con un portone realizzato con pietre bugnate e all'interno presenta un chiostro nel quale è situata una cappella intitolata a San Giuliano. In passato la villa appartenne alle famiglie Mellini, Borromeo e Strozzi.
- Tabernacolo degli Strozzi

Venne edificato nel XV secolo dalla famiglia Strozzi proprietaria della vicina Villa Caserotta. Contiene il dipinto raffigurante La Pietà tra Santi e Angeli realizzato da Agnolo Bronzino.
- Cappella dei Peppoli

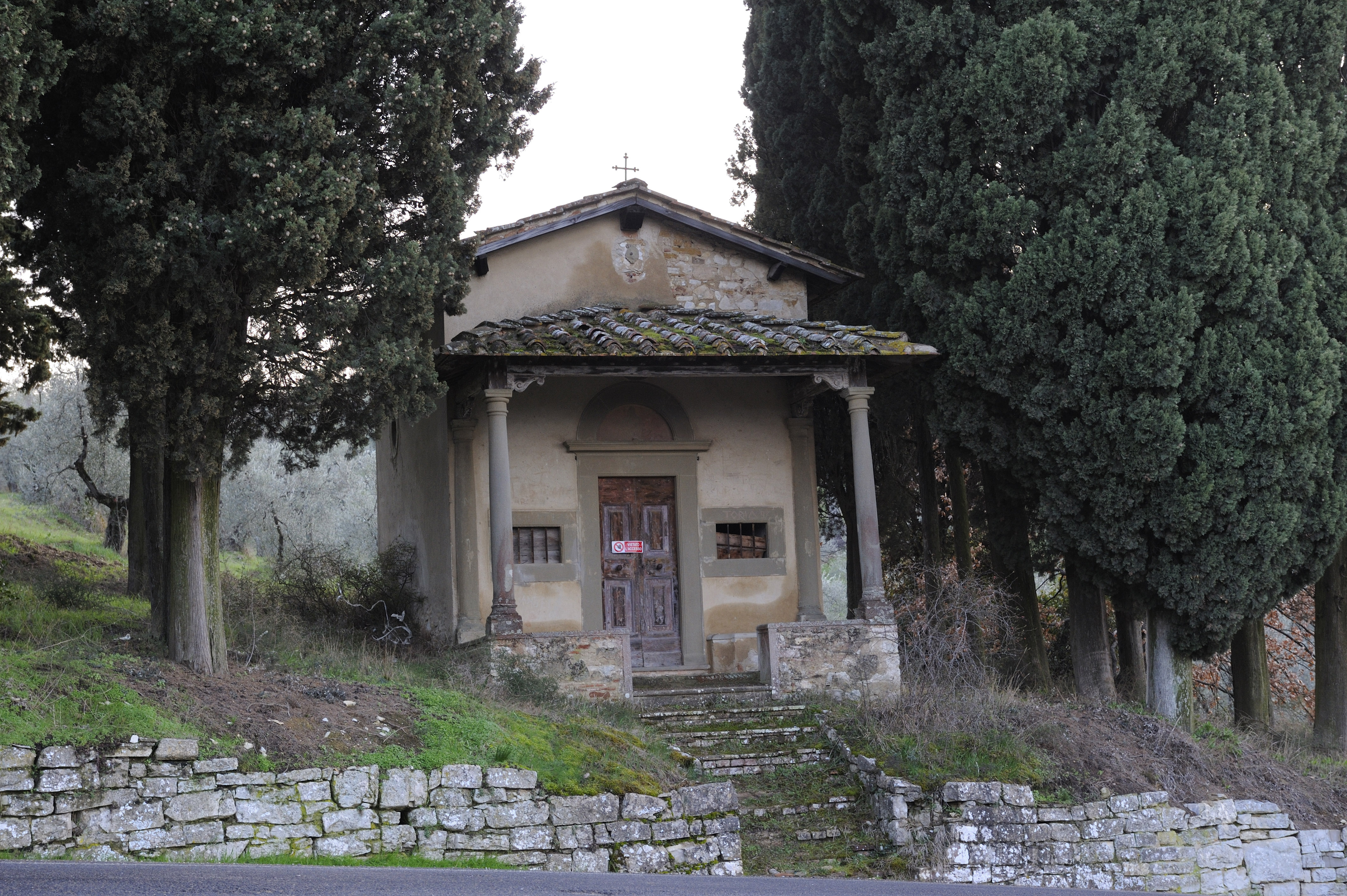
Cappella dei Peppoli

La cappella dei Peppoli è situata lungo la strada che da Mercatale porta al castello di Gabbiano. La cappella fu costruita nel XVI secolo dalla famiglia Cerchi che la dedicarono alla beata Umiliana de' Cerchi.
La cappella presenta i caratteri tipici dell'architettura del tardo Cinquecento. La facciata è preceduta da un leggiadro portico architravato poggiante su due colonne tuscaniche in pietra serena. Ai lati delle facciata sono due semicolonne, al centro si apre il portale con cornice in pietra serena e ai suoi lati vi sono due finestrelle ed è sovrastato da un arco con lunetta; più in alto è collocato il monogramma di San Bernardino da Siena. Nelle pareti laterali sono due oculi, uno per parte, con cornice in pietra. La cappella versa oggi in stato di abbandono e sono visibili i segni del degrado. Degrado che si intravede anche all'interno. L'interno è ad aula unica coperta a capanna.
- Cappella dei Marcellini

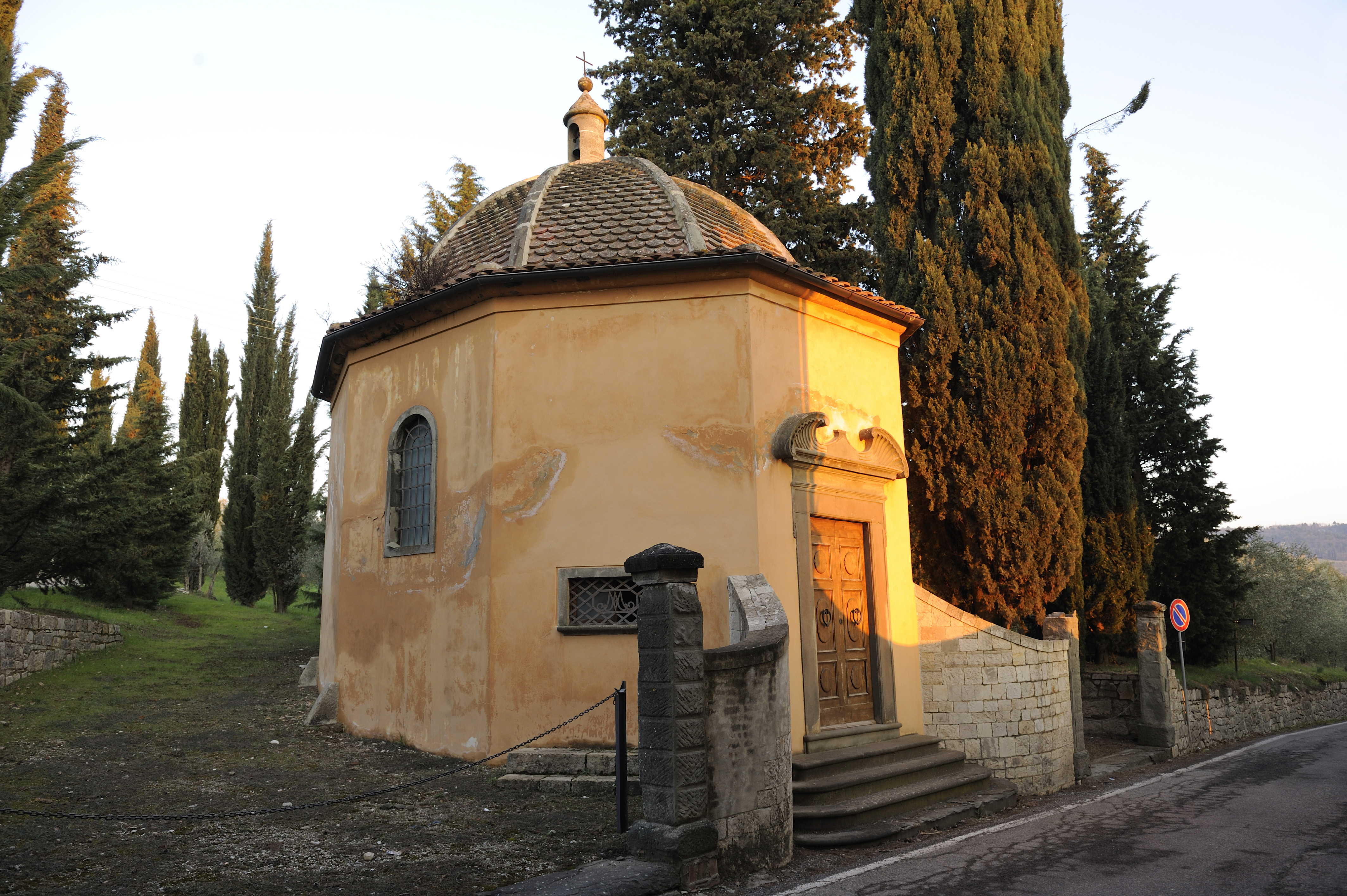
Cappella dei Marcellini

La cappella era annessa alla villa dei Marcellini ed è situata lungo la strada che da Mercatale conduce alle Quattro Strade e poi a Panzano.
La villa dei Marcellini risulta esistente già all'inizio del XV secolo ma la cappella venne realizzata dopo il 1669, anno in cui la villa divenne proprietà della famiglia Buontalenti, i discendenti diretti dell'architetto Bernardo.
La cappella ha pianta ottagonale e in facciata presenta, rialzato di alcuni gradini e inserito tra due ali di muro, un bel portale con cornici in pietra serena e sormontato da un frontone curvilineo spezzato che si ripiega al centro e dà forma ad un motivo a conchiglia. Sui due spicchi adiacenti al portale si aprono altrettante finestre rettangolari mentre negli spicchi adiacenti si aprono due ampie finestre con arco a tutto sesto. La cappella è conclusa da una cupola che emerge senza tamburo dalla piccole falde del tetto impostate su una cornice che corre lungo tutta la parete esterna; la copertura  è in mattoni disposti a squame di pesce e gli spicchi sono sottolineati da costole in pietra serena che convergono tutte alla piccola lanterna in alto.
- Cofferi

Piccolo borgo sulla cui piazzetta prospetta la chiesa di San Martino. Risale al XII secolo.
- Fattoria Ispoli

È la sede della omonima fattoria appartenente un tempo alla famiglia Machiavelli, sulla facciata è ancora presente il loro stemma. In passato era una casa da signore, oggi è una azienda agricola a conduzione biologica. La facciata che dà sulla strada principale e la torre angolare presentano caratteri tipici dell'architettura medievale.
- Santa Lucia

Sono due nuclei abitati che hanno questo nome:
- - Santa Lucia Vecchia, è stata probabilmente sede del castello di Ligliano che viene nominato in un atto di donazione all'Abbazia di Montescalari risalente al 1100. Oggi sul luogo del castello vi è una villa realizzata nel XIX secolo che presenta una torretta aperta con un monofora. Presso la villa vi è una cappella, probabilmente realizzata nello stesso luogo un tempo occupato dalla chiesa di Santa Lucia a Ligliano, chiesa che risulta esistente nel 1213 e che fu soppressa nel 1480.

- - Santa Lucia Nuova, nel 1014 era di proprietà dell'Abbazia di Passignano. Oggi vi è una villa a pianta rettangolare con una torretta aperta da una trifora nel alto lungo mentre nel lato corto è aperta da una bifora. Di fronte alla villa è l'oratorio di Santa Lucia che venne edificato nel 1614, come testimoniato da un'epigrafe poste all'interno. È un edificio ad unica navata con una finestra ad occhio in facciata.

- Coltifredi

Sono due piccoli borghi. A Coltifredi di Sopra è situato il Tabernacolo da cui proviene la sinopia di Paolo Schiavo oggi conservata nella chiesa di Mercatale.
- Montecampolesi

È stato la sede del castello che ha fatto da matrice per Mercatale. I suoi uomini giurarono fedeltà al vescovo di Firenze nel 1236 e nel 1252. Venne smantellato già nel XIV secolo e all'interno delle sue mura vi furono costruite abitazioni civili. Gli edifici presenti sono stati case medievali che successivamente sono state trasformate in case coloniche. Separato dagli altri edifici è il fabbricato che fu sede della chiesa di San Niccolò della quale resta intatta la parete terminale dell'abside nella quale si apre una monofora.
- Luciana

Borgo medievale ormai scomparso, sede del castello omonimo e della Torre di Luciana, torre medievale di origine longobarda risalente al IX secolo che si trova nella località omonima, oggi sede di un importante osservatorio astronomico.

## Filmografia
A Mercatale è stato girato il documentario franco-belga Il fare politica - Cronaca della Toscana Rossa (1982-2004) di Hugues Le Paige.